# Status quo-tendensen
Status quo-tendensen er en kognitiv tendens til status quo; med andre ord betyder det at folk har det med ikke at skifte en allerede etableret opførsel, med mindre der er incitamenter for at skifte holdning.
Status quo tendesen er brugt inden for politisk videnskab og økonomi.
Kahneman, Thaler og Knetsch har lavet forsøg for at understøtte denne teori.
Barack Obamas økonomiske rådgiver, Austan Goolsbee arbejder med denne teori, og vil bruge det til at hjælpe folk med at vælge de rigtige beslutninger.
Dette kommer af at der har været arbejdspladser, hvor medarbejderne havde muligheden mellem at få en højere løn eller en pensionsordning, som i det lange løb var lang værdigfuld, valgte den højere udbetalte løn. Her vil status quo-tendensen fungere på den måde at alle automatisk er meldt til pensionsordningen, og skal tage det aktive valg for at skifte det til en højere lønning.